# I Can See Your Voice
 I Can See Your Voice (em Hangul: 너의 목소리가 보여) é um reality show sul-coreano exibido pelo canal Mnet. É um programa onde os jurados tentam descobrir se os competidores são cantores realmente talentosos ou se estão fingindo, baseando-se apenas na sua aparência.

## Formato
I Can See Your Voice é um reality show com a premissa de levar ao palco um grupo de pessoas, dentre elas alguns sabem cantar e outros não. Os cantores profissionais convidados poderão julgar e escolher a pessoa que canta melhor. Se alguém que não souber cantar for o ganhador, ele receberá um prêmio de $5,000 dólares. O cantor poderá fazer um dueto com algum cantor convidado e lança-lo para venda como Single Digital se achar que o mesmo é realmente bom.

## Apresentadores

### Atual
- Yoo Se-yoon (Temporada 1–presente)
- Leeteuk (Temporada 1–presente)
- Kim Jong-kook (Temporada 4)

### Anteriores
- Kim Bum-soo (Temporada 1–3)